# Imperialismo cultural
Imperialismo cultural é um conjunto de políticas que têm por objetivo ampliar a esfera de influência geopolítica de um país sobre outro (ou outros), impondo-lhe(s) a sua cultura.

## Conceito
Herbert Schiller era professor da Universidade da Califórnia quando definiu um conceito de "imperialismo cultural". Segundo Schiller, imperialismo cultural é "o conjunto dos processos pelos quais uma sociedade é introduzida no sistema moderno mundial, e a maneira pela qual sua camada dirigente é levada, por fascínio, pressão, força ou corrupção, a moldar as instituições sociais para que correspondam aos valores e estruturas do centro dominante do sistema, ou ainda para lhes servir de promotor dos mesmos".
O termo "imperialismo" vem do latim e remete ao sentido de "ter o poder de mandar", o que implica uma dominação, um controle direto ou indireto sobre o outro. Essa ação de poder antagoniza os interesses sobre os quais incide e não pode ser vista apenas como um processo de dominação política, econômica e cultural de uma nação mais rica e poderosa sobre uma região ou um país mais pobre. Há também outra forma de dominação: o imperialismo cultural, ou seja, a imposição de valores, hábitos de consumo e influências culturais que se tornam uma espécie de padrão cultural a ser seguido pelo país dominado. Muitas vezes, o imperialismo cultural assume a forma de inserir a cultura ou a língua natural de uma nação em outra. Geralmente a primeira é uma grande potência militar ou uma nação economicamente poderosa. Imperialismo cultural pode se referir a uma política ativa e formal ou a uma atitude geral.
O termo é geralmente usado em um sentido pejorativo, juntamente com uma chamada de rejeição à influência estrangeira. Os impérios durante toda a história foram estabelecidos usando a guerra e o imperialismo militar. As populações conquistadas tenderam a ser absorvidas pela cultura dominante, ou adquirir seus atributos indiretamente. O imperialismo cultural é uma forma de influência cultural distinguida de outras pelo uso de força, tal como a militar ou econômica.
A influência cultural é um processo que sempre ocorre entre todas as culturas que têm contato uma com a outra. Por exemplo: as tradições musicais africanas influenciaram a música afro-americana, que, por sua vez, influenciou a música dos Estados Unidos - mas o imperialismo cultural não tem nada a ver com essa transmissão. Similarmente, a ascensão da popularidade da ioga indiana em nações ocidentais nunca dependeu de qualquer tipo de força. Do mesmo modo, os povos de estados, nações e culturas mais pobres ou menos poderosos adaptam frequente e livremente práticas e artefatos culturais de sociedades mais poderosas e mais ricas sem nenhuma força estar sendo necessariamente aplicada.
Quando os povos adotam livremente as práticas culturais de outros, o uso da frase pejorativa "imperialismo cultural" se torna problemático. Quando força é ausente da influência cultural, o uso do termo "imperialismo cultural" pode facilmente transformar-se uma tática de debate que envolve radicalismo, a xenofobia e o nacionalismo latentes - as respostas emocionais à influência cultural que é presente em todas as culturas que já tiveram contato com outras em algum período da história.
O cenário para o desenvolvimento dessa teoria é a percepção de um conflito internacional de categorias sociais, a existência de combate psicopolítico e a noção de hegemonia.

## Dominação cultural na América Latina
A Dominação Cultural na América Latina é uma consequência provinda do imperialismo cultural. Este processo de dominação ocorreu após a vitória dos EUA na Guerra Fria, uma vez que esse país passou a ter domínio sobre os direitos e valores culturais, sociais e econômicos sobre alguns países latino-americanos.
Com o fim da Guerra Fria e a dissolução da União Soviética, os Estados Unidos consolidaram sua posição como superpotência global. As tensões globais que envolveram diferenças nos interesses econômicos, territoriais e nas ideologias foram causas para a dominação cultural. Com o fim da Guerra Fria, surge uma crise de identidade provocada pela globalização e pela pressão cultural ocidental, junto à persistência de valores tradicionais considerados incompatíveis com o capitalismo democrático.  
Com a finalidade de consolidar a liderança dos EUA na nova ordem mundial - e evitar o surgimento de alternativas culturais e políticas -, juntamente com a necessidade de expandir o mercado de bens, ideias e valores ocidentais ocorre a homogeneização cultural. Com a expansão dos valores ocidentais, marginalizou-se diferentes culturas locais e movimentos que questionavam a ordem liberal-capitalista e o fortalecimento de discursos de resistência em setores populares e movimentos sociais latino-americanos.
A materialização da dominação cultural  - especialmente no caso brasileiro - se da na propagação de valores e estilos de vida estadunidense, ao utilizar intensivamente os meios de comunicação como cinema, imprensa e publicidade. Nisso, Hollywood desempenhou um papel duplo, entre entretenimento e propaganda política, na qual Carmen Miranda foi transformada em símbolo da integração cultural, mas de forma controversa e folclorizada, servindo como embaixatriz dos EUA. 
Outra forma de implantação desse estilo de vida, está na infância das crianças e jovens ao assistir filmes, ler gibis, repetir frases do estilo “top”, “okay” e consumir bebidas como a Coca-Cola, sorvetes industrializados, chicletes, etc, todos esses hábitos resumem-se na influência exercida através da superioridade moral do American way of life. 
Como adoção de novos hábitos culturais e de consumo pelas elites latino-americanas, a Política da Boa Vizinhança foi utilizada como forma de aproximação diplomática, usando a cultura como ferramenta política, tornando o cinema e a música armas sutis de influência, já que não se via vantagem em dominar por meio de intervenções militares. Entretanto há ambiguidade e contradições, apesar da dominação, existem resistências locais que não aceitam passivamente tais influências.
Essa dominação, por meio dos Estúdios de Hollywood, Agências governamentais (como o Office of the Coordinator of Inter-American Affairs – OCIAA, liderado por Nelson Rockefeller) e a Grande imprensa associada às classes dominantes latino-americanas, conseguiu consolidar a sua liderança na América Latina como potência hegemônica. Substituindo a influência europeia (especialmente a britânica), fortalecendo a solidariedade hemisférica durante a Segunda Guerra Mundial com base no pan-americanismo, combatendo a infiltração do nazifascismo, promovendo a aceitação do estilo de vida norte-americano (o American way of life) como modelo de civilização.

## Capitalismo e cultura
Para compreender a relação entre cultura e imperialismo é necessário compreender a relação entre cultura e capitalismo, tendo em vista que a cultura é um elemento essencial para a propagação das relações capitalistas, sejam estas nacionais ou internacionais. Pois essas relações se reproduzem por meio de ideias, valores e doutrinas organizados pelo modo capitalista de produção.

## Política cultural imperialista
A política cultural do imperialismo começou a se tornar hegemônica após a Segunda Guerra Mundial e se fundamenta em relações sociais econômicas e políticas baseadas na troca de mercadorias e relações de compra e venda relacionadas à propriedade privada. Seus objetivos centrais são produzir convicções nos grupos sociais.

### Cultura dominada (Dominação Cultural)
A dominação cultural é um processo de dominação sobre a cultura de uma nação, por meio do qual uma cultura dominante exerce poder e domínio sobre as tradições, crenças, ideologias e costumes de uma determinada sociedade, impregnando-as com seu estilo de vida, valores, hábitos culturais, consumo e estereótipos, com a finalidade de moldar comportamentos e gostos conforme seus padrões. Além de utilizar a própria cultura midiática como ferramenta política e como arma sutil de influência, com propósitos ligados a questões ideológicas, políticas e econômicas, através de canais de tv, posters, músicas, filmes, desenhos, documentários, seriados, notícias no rádio revistas, etc.
O imperialismo cultural dos EUA atua sobre o mundo inteiro, mas é melhor observado em países em desenvolvimento, como os latino-americanos. O Brasil, por exemplo, desde meados da década de 1930, sofre sua influência através dos veículos de comunicação social, das expressões artísticas e da propagação do conhecimento científico. Essa mesma influência cultural se dá em um processo que ocorre todas as vezes em que há esse contato entre culturas distintas. Quando a força é ausente da influência cultural, o uso do termo “imperialismo cultural” é uma tática de argumentação que envolve xenofobia e nacionalismo - respostas à influência cultural que existe entre centro e periferia.
Além disso, essa dominação por parte dos Estados Unidos ocorre através da imprensa, da literatura, do jornalismo, da rádio, das publicações referentes a saúde, alimentação e educação. Nestas, em sua grande maioria enfatiza-se enredos que justificam as ações dos estadunidenses, principalmente em questões relacionadas às guerras.  
Logo, existe uma falsa liberdade de imprensa brasileira, uma vez que, grande parte das informações divulgadas na mídia, sempre foi selecionada exclusivamente por empresas contratadas pelo próprio Estados Unidos. A ponto de que, muitos filmes que mostram uma ideologia que questione qualquer instituição norte-americana, apontando questões sociais ou raciais, serão sempre reprimidas.

### Cultura dominante
Cultura dominante é a nação que exerce hegemonia sobre outras, impondo a sua cultura, tradição, crença, ideologia etc. Essas potências têm o poder de estabelecer seu domínio sobre os povos pelos mais diversos motivos, sejam por fatores econômicos, políticos ou ideológicos.

### Exemplos
Exemplos de imperialismo cultural podem ser encontrados desde a Antiguidade, como a dominação da cultura grega sobre as demais durante o Império de Alexandre Magno (processo conhecido como Helenismo). Muitas vezes o processo de dominação de uma cultura acaba culminando em novos processos em outras culturas como, por exemplo, a dominação de Napoleão Bonaparte sobre o território europeu durante o século XIX e a imposição do bloqueio continental, está ligada a imposição da cultura Portuguesa no Brasil após a vinda da família Real em 1808. A dominação britânica sobre a Índia utilizava-se dos mesmos argumentos de superioridade cultural, que mais adiante no século XX serviram de base para as ideologias nazistas de Adolf Hitler. Em épocas contemporâneas, imperialismos culturais são geralmente associados ao imperialismo político, militar e econômico (caso das potências europeias na África e na Ásia). No século XX, durante a Guerra Fria, as duas superpotências rivais (EUA e URSS) disputaram áreas de influência cultural, exportando filmes, livros e música, além de produtos da indústria cultural. Por exemplo, em países como Cuba, livros e escolas em língua russa foram introduzidos. No entanto, como a indústria cultural no sistema capitalista é mais desenvolvida, os EUA conseguiram expandir sua influência cultural mais expressivamente.
O imperialismo cultural dos EUA atua sobre o mundo inteiro, mas é melhor observado em países em desenvolvimento, como o Brasil[carece de fontes?]. Filmes, alimentos, expressões, termos e roupas são exemplos da influência exercida pelos norte-americanos no país. A indústria cultural traz muitos lucros para os EUA e outros países "produtores de cultura".
A influência cultural é um processo que ocorre todas as vezes em que há contato entre culturas. Quando a força é ausente da influência cultural, o uso do termo “imperialismo cultural” é uma tática de argumentação que envolve xenofobia e nacionalismo - respostas à influência cultural que existe entre centro e periferia.

## Cultura repressiva
A indústria cultural capitalista impõe seus objetivos para manipular das mais variadas formas o pensamento dos grupos sociais menos favorecidos, induzindo o pensamento e o expressionismo pela transmissão da informação e pelos sistemas de comunicação como, por exemplo: jornais, revistas, propagandas. A cultura repressiva compreende os produtos, os processos e a comercialização de mercadorias culturais que cercam a população, que são desenvolvidos e disseminados pelo próprio governo e que consideraram os interesses específicos e necessidades de cada faixa etária e categorias sociais, adotando uma ação não ostensiva, mas muito influente.[carece de fontes?]

## Imperialismo cultural estadunidense
Na relação entre os Estados Unidos e os países da América Latina, os problemas culturais sempre estiveram presentes. Visando a lidar com esta questão, são feitos acordos, tratados, pactos e programas com o objetivo de solucionar os problemas de cooperação cultural, isto é, de cooperação nos campos da educação, ciência e cultura. Visando a esta problemática, o sistema interamericano possui um Departamento de Assuntos Culturais denominado Pan-Americana.
A conferência de Punta Del Este, realizada no ano de 1961, dá início a um programa comum entre os Estados Unidos e os países da América Latina cujo objetivo é fazer face às repercussões da vitória do socialismo em Cuba. Para isso, foi aprovada a Carta de Punta Del Este. Nesta conferência, foram aprovadas resoluções que tratam das questões relacionadas à cultura. Assim, recomenda-se que os países da América Latina adotem programas de educação e tratem também da importância da mobilização da opinião pública nos países latino-americano tendo em vista a realização dos princípios formulados naquela conferência e consubstanciados na referida carta.
Em 1969, Nelson Rockefeller realizou um relatório apresentando, ao presidente dos Estados Unidos Richard M. Nixon, um diagnóstico dos problemas relacionados à educação, ciência e cultura nos países da América Latina, fazendo também sugestões práticas de como resolver esses problemas. Diante disso, pode-se perceber que este relatório apresenta uma parte importante da política cultural que os Estados Unidos têm procurado sugerir e impor aos países latino-americanos.
A Carta da Organização dos Estados Americanos relata os propósitos do Conselho Interamericano de Cultura, onde este tem, por objetivo, promover relações entre os povos americanos através do incentivo com relação ao intercâmbio educacional, científico e cultural, isto é, intensificar o intercâmbio de estudantes, professores, pesquisadores etc. a fim de utilizar os recursos disponíveis para ensino e pesquisa.
Os programas estabelecidos pelos Estados Unidos se propõe oficialmente a auxiliar o desenvolvimento econômico e político dos governos latino-americanos. Outro aspecto da cooperação cultural entre os Estados Unidos e os países da América Latina é a difusão dos valores que correspondem aos interesses predominantes no governo e nas grandes empresas norte-americanas.
Existem outras formas de relações culturais entre os Estados Unidos com os países da América Latina. Dentre essas relações, podem-se citar o poder que as cadeias publicitárias possuem e o poder que as empresas têm para auxiliar na produção e difusão de programas de televisão, filmes, livros, jornais etc. Mostrando-se, assim, que, na maioria dos países da América Latina, o conteúdo dos meios de comunicação de massa é produzido pelos Estados Unidos. Tal fato mostra a força que o imperialismo cultural norte-americano tem perante os países latino-americanos.

## Contradições do pensamento Imperialista
A indústria cultural do imperialismo reflete as inconsistências e as contradições das relações econômicas, políticas e militares, além de expressar sistematicamente a agressividade do capitalismo monopolista.
A dominação imperialista não é totalmente homogênea, monolítica, nem preponderante; ela não pode ser homogênea ou monolítica por causa da multiplicidade e devido à divergência dos interesses dos vários grupos em que se subdividem as burguesias em cada país dependente. Na prática, ela se divide em forças divergentes e facções e estilos distintos.
As relações imperialistas refletem inclusive os antagonismos de classes em escala nacional e internacional. Nos últimos anos, devido à expansão dos investimentos das empresas norte-americanas nos países dependentes, têm havido frequentes protestos de sindicatos operários dos Estados Unidos contra esses investimentos. Os mesmos alegam que os investidores buscam fontes de mão de obra mais barata e, assim, enfraquecem as condições de reivindicação dos operários industriais naquele país.
Isto tudo indica situações, relações econômicas e políticas que influenciam direta e indiretamente a operação da indústria cultural do imperialismo. As dificuldades do imperialismo norte-americano em países dependentes mostram que a própria cultura do imperialismo é incapaz de interpretar adequadamente as condições verdadeiras da sua dominação.